# 隰州 (隋朝)
隰州，中国古代的州。

隰州在山西省的位置（1820年）

隋朝开皇五年（585年）以西汾州改置，治所在隰川县（即今山西省隰县）。辖境约当今山西省石楼、隰县、永和、蒲县、大宁等县和孝义市西南部地区。大业三年（607年）改置龙泉郡。唐朝武德元年（618年）复为隰州。天宝元年（742年）改为大宁郡。乾元元年（758年）仍改为隰州。金朝天会六年（1128年）以中京路有隰州改名南隰州。天德三年（1151年）又称隰州。
明朝洪武初年，以州治隰川县省入隰州。下领二县：大宁县、永和县。属平阳府。清朝雍正二年（1724年）升为隰州直隶州。辛亥革命后，全国废府州厅改县，改为隰县。
| 唐朝隰州辖县 | 唐朝隰州辖县                                                       |
| ------------ | ------------------------------------------------------------------ |
| 618年        | 隰川县、蒲县、永和县、石楼县（温泉县来属）                         |
| 619年        | 隰川县、温泉县（蒲县改属昌州，永和县改属东和州，石楼县改属西德州） |
| 620年        | 隰川县（温泉县改属北温州）                                         |
| 627年        | 隰川县（蒲县、大宁县、温泉县来属）                                 |
| 629年        | 隰川县、蒲县、大宁县、温泉县（永和县、石楼县来属）                 |

唐朝隰州刺史
- 刘师善（620年）
- 燕询（620年）
- 李琛（620年）
- 李元吉（623年，遥领）
- 崔义玄（621年—627年）
- 郑世斌（武德年间）
- 苑君璋（627年）
- 张亮（637年）
- 袁异度（638年）
- 李道立（贞观年间）
- 姜行基（贞观年间）
- 房遗直（652年—653年）
- 郭广敬（显庆年间）
- 李斌（唐高宗时）
- 李福（670年之前）
- 明恪（679年）
- 于遂古（688年—696年）
- 房玄静（武周时）
- 高惩（开元初年）
- 崔思贞（开元初年）
- 陆象先（718年）
- 大宁郡太守
- 刘好顺（大历初年）
- 论惟清（大历年间）
- 王定（建中初年）
- 毛朝敭（784年）
- 李腾（贞元、元和年间）
- 浩聿（812年）
- 吴晕（元和年间）
- 卢元勋（长庆初年）
- 鲁琡（大和年间）
- 狄惟谦（大中年间）
- 杨思立（咸通初年）
- 卢知宗（咸通年间）
- 郭握（888年）
- 王钦（唐僖宗时）
- 李存勖（乾宁年间，遥领）
- 唐礼（901年）
- 崔元嗣
- 李咺
- 卢万